# Rezerwat przyrody Mechowisko Kosobudki
Rezerwat przyrody Mechowisko Kosobudki – rezerwat torfowiskowy położony na terenie gminy Łagów w powiecie świebodzińskim (województwo lubuskie).

## Powołanie
Plany utworzenia rezerwatu powstały już w roku 1998 (Wołejko i Stańko), obejmowały one wówczas większy obszar około 27,41 ha lub nawet 71,56 ha, zawierający także ekosystemy źródlisk i torfowisk. Projekt zajmował obszary na prawym brzegu rzeki Pliszki pomiędzy Kosobudkami a Kijewem (obydwie miejscowości są przyczółkami wsi Kosobudz).
Ostatecznie rezerwat został utworzony 28 lutego 2017 r. na podstawie zarządzenia Regionalnego Dyrektora Ochrony Środowiska w Gorzowie Wielkopolskim z dnia 13 lutego 2017 r. w sprawie uznania za rezerwat przyrody (Dz. Urz. Woj. Lub. z dnia 13.02.2017 r., poz. 365).

## Położenie
Rezerwat ma powierzchnię 12,47 ha i jest położony około 1 km na zachód od Kosobudek, bezpośrednio przy rzece Pliszce. Powstał on dzięki Klubowi Przyrodników, który wykupił z rąk prywatnych torfowiska, sporządził dokumentację i plan ochrony oraz złożył wniosek o utworzenie rezerwatu do RDOŚ.

## Charakterystyka
W obszarze chronionym i jego sąsiedztwie występują cztery typy ekologicznych torfowisk: fluwiogeniczne, poligeniczne, źródliskowe i pojezierne. Celem ochrony jest zachowanie kompleksu torfowisk niskich z charakterystycznymi dla nich ekosystemami i ich biocenozami. Obszar ten jest atrakcyjny dla fauny żyjącej w siedliskach wodno-błotnych. Na terenie rezerwatu występuje m.in. 20 gatunków roślin chronionych i 12 gatunków wymierających lub zagrożonych, a z fauny: 13 gatunków ryb, 6 gatunków płazów, 4 gatunki gadów oraz 15 gatunków ptaków.